# Lee Ki-hyung
Voir Lee Ki-hyung (taekwondo) pour le taekwondoïste sud-coréen
Dans ce nom coréen, le nom de famille, Lee, précède le nom personnel.
Lee Ki-hyung est un joueur de football sud-coréen né le 28 septembre 1974.

## Carrière
- 1996-2002 : Suwon Samsung Bluewings  Corée du Sud
- 2002-2004 : Seongnam Ilhwa Chunma  Corée du Sud
- 2005-2006 : FC Séoul  Corée du Sud
- Depuis 2007 : Auckland City  Nouvelle-Zélande

## Palmarès
- 45 sélections et 36 buts avec l'équipe de Corée du Sud entre 1995 et 2003.